# Молья, Оскар
Оскар Альдо Молья (исп. Oscar Aldo Moglia; 1 февраля 1935, Уругвай — 8 октября 1989) — бывший уругвайский баскетболист, бронзовый призёр Олимпийских игр 1956. 
На протяжении всей своей карьеры выступал только за один клуб Атлетико Вэлкам из Монтевидео. В его составе становился чемпионом страны в 1953, 1956, 1957, 1966 и 1967 годах. Оскар Молья был лучшим снайперов чемпионата Уругвая с 1953 по 1960 годы.
В составе сборной Уругвая завоевывал медали чемпионата Южной Америки: 1953, 1955, 1958 в годах. Во всех трех первенствах Южной Америки он был лучшим бомбардиром турнира. На чемпионате мира по баскетболу 1954 Оскар Молья был лучшим снайпером, забивая 18,6 очка в среднем за игру. Он выступал за сборную Уругвая, которая на Олимпиаде в 1956 году выиграла бронзовую медаль. На олимпийском баскетбольном турнире он стал лучшим бомбардиром, набирая 26 очков в среднем за игру.